# آلبومین
آلبومین (به انگلیسی: Albumin) (ریشه لاتین: آلبوس به معنی سفید) عموماً به گروهی از پروتئینهای محلول در آب (در آب حل می‌شود) گفته می‌شود اما در بدن انسان از نظر کاربرد و مقدار یکی از مهم‌ترین پروتئین‌های درون پلاسما بوده و جزو پروتئین‌هایی است که گلیکوزیله نمی‌شود. غلظت آلبومین موجود در خون انسان حدود ۳/۶–۵/۲ گرم بر دسی لیتر است و این مقدار درصورت نیاز بدن تا دوبرابر نیز افزایش می‌یابد و میزان سنتز روزانه آن به‌طور تقریبی ۱۴۰ گرم می‌باشد.
آلبومین در کبد ساخته شده و میزان تولید آن حدود ۱۵ گرم در روز است. نیمه‌عمر آلبومین در بدن ۲۰ روز است و روزانه نزدیک به ۴٪ تخریب و جایگزین می‌گردد.
آلبومین پروتئین اصلی خون است. پروتئین ساده و فاقد کربوهیدرات است. در pH فیزیولوژیک بار منفی دارد (سریع‌ترین حرکت الکتروفورزی را بعد از پرآلبومین به قطب آند دارد). وظیفه آن حفظ فشار اسمزی خون است؛ بنابراین هنگامی که آلبومین کاهش می‌یابد ما شاهد خیز یا ادم خواهیم بود. آلبومین با ظرفیت ۲ به بیلی روبین متصل می‌شود سولفونامیدها با بیلی روبین برای اتصال به آلبومین رقابت کرده و باعث افزایش بیلی روبین می‌شوند و سپس موجب عبور آن از سدخونی مغزی و آنسفالوپاتی کرنیکتروس در کودکان می‌شود)
آلبومین با ظرفیت ۱۰ به اسیدهای چرب متصل می‌شود. همچنین به یون‌های کلسیم، منیزیم و مس نیز متصل می‌شود. همچنین مقداری اسیدآمینه تریپتوفان پلاسمایی را نیز حمل می‌کند.
آلبومین به آهن متصل نمی‌شود.
درصدی نیز از هورمون‌های تیروئیدی با آلبومین در خون حمل می‌شوند. آلبومین به عنوان حامل مس می-باشد چون اتصال سست با این یون دارد بنابراین راحت مس خود را می‌دهد.
در هنگام اسیدوز به علت اینکهH^+ افزایش می‌یابد سبب شکست اتصال کلسیم با آلبومین می‌شود و در نتیجه باعث افزایش 〖Ca〗^(۲+) می‌گردد ولی کلسیم توتال ثابت است. همچنین در بیماری‌های کبدی به علت اینکه کبد نقص دارد و نمی‌تواند آلبومین را سنتز کند میزان آن کاهش می‌یابد. در بیماری‌های کلیوی نیز چون نقص در باز جذب پروتئین‌ها وجود دارد مقادیر آن کاهش می‌یابد. کاهشی مشابه در سوءتغذیه به علت کمبود دریافت پروتئین مانند کواشیرکور دیده می‌شود، کاهش آن در التهاب به همراه افزایش کورتیزول نیز مشاهده می‌گردد، در حالت اخیر چرخه اوره فعالیت حداکثری خواهد داشت.
نکته: در تمامی مواردی که میزان آلبومین خون کاهش می‌یابد کاهش کلسیم به همراه منیزیوم نیز دیده می‌شود ولی این کاهش اثری بر روی کلسیم یونیزه ندارد و مقدار آن همچنان ثابت است.
افراد مبتلا به آنآلبومینی تنها خیز ملایمی را نشان می‌دهند، معتقدند در این موارد سایر پروتئین‌های پلاسمایی افزایش یافته تا کمبود آلبومین را جبران کنند.
سالسیلات‌ها می‌توانند باعث آزاد شدن بیلی‌روبین از آلبومین شوند، لذا مصرف آسپرین در کودکانی که هیپربیلی‌روبینمی غیرکونژوگه دارند می‌تواند خطر کرینکتروس را افزایش دهد.

## انواع
آلبومین از سال ۱۳۱۹ در دسترس پزشکان بوده‌است. آلبومین در سه شکل قابل دسترس است.
- نوع سرم انسانی یا سرن آلبومین
- نوع آلبومین گاوی که مورد استفاده آزمایشگاهی دارد
- نوع آلبومین موجود در مواد ارگانیک مانند سفیده تخم‌مرغ

## نقش آلبومین در بدن
آلبومین در بدن انسان کارهای زیر را اجرا می‌کند:
- نگهداری فشار اُنکتیک* در مقدار ثابت، عامل اصلی ایجاد کننده فشار انکوتیک پلاسمائی آلبومین است.
- ترابری و حمل هورمون‌های تیروئید.
- ترابری و حمل اسیدهای چرب آزاد.
- ترابری و حمل بیلیروبین غیر کنژوگه.
- بیشتر داروها توسط آلبومین در خون گردش می‌کنند.
- تراز و تعدیل پی‌هاش خون.
- انتقال بعضی داروها مانند پنی سیلین....

## عملکرد
آلبومین پروتئین اصلی پلاسما بوده و با آب، کاتیون (مانند کلسیم و سدیم و پتاسیم)، اسید چرب، هورمون‌ها، بیلیروبین، تیروکسین(T4) و داروهای آرامبخش (ازجمله باربیتورات‌ها) پیوند می‌شود. عملکرد اصلی آن تنظیم فشار اسمزی کلوئیدی خون است. مقدار آلبومین تابع تولید، تخریب وضع تغذیه مقدار فشار انکوتیک پلاسما، سیتوکین‌ها و هورمون‌ها می‌باشد.
چگونه این عوامل بر آران‌ای پیام‌رسان مربوط به آلبومین و تولید آن اثر می‌گذارند هنوز شناخته نیست اما فاکتور تومورنکروزیس و اینترلوکین۱ تولید آلبومین را مختل می‌کنند.